# شهرستان کاوناس

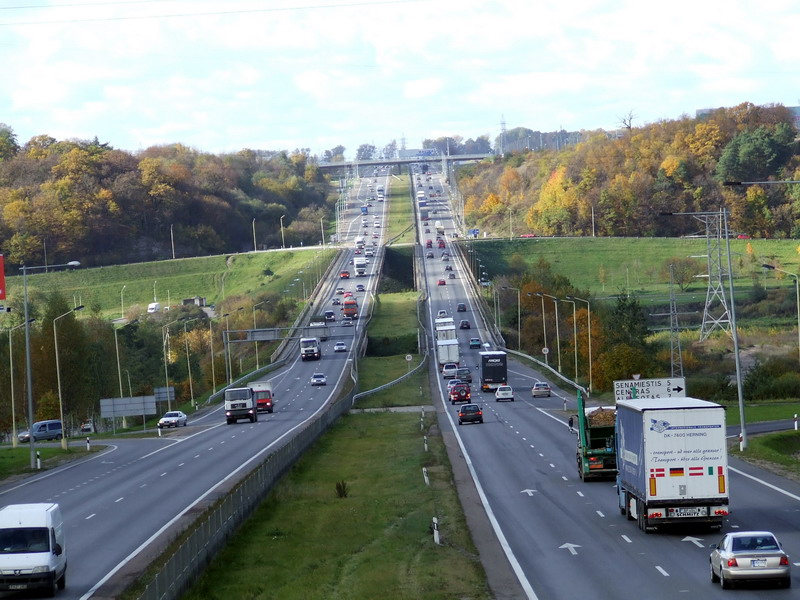
جاده ئی۸۵ اروپا در کاوناس

شهرستان کاوناس (به لیتوانیایی: Kauno apskritis) یکی از شهرستان‌های کشور لیتوانی است.
این شهرستان ۶۰۸٬۳۳۲ نفر جمعیت، ۸٬۰۸۹ کیلومتر مربع مساحت و مرکز شهر کاوناس است.